# Neosalurnis decalis
Neosalurnis decalis är en insektsart som beskrevs av Medler 1992. Neosalurnis decalis ingår i släktet Neosalurnis och familjen Flatidae. Inga underarter finns listade i Catalogue of Life.